# Вирчорова
Вирчорова (рум. Vârciorova) — село у повіті Караш-Северін в Румунії. Входить до складу комуни Болвашніца.
Село розташоване на відстані 311 км на захід від Бухареста, 36 км на схід від Решиці, 99 км на південний схід від Тімішоари.

## Населення
За даними перепису населення 2002 року у селі проживали 1054 особи, з них 1049 осіб (99,5%) румунів. Рідною мовою 1048 осіб (99,4%) назвали румунську.